# Boreland
Boreland est un village situé dans le Dumfries and Galloway, en Écosse.

## Source
- (en) Cet article est partiellement ou en totalité issu de l’article de Wikipédia en anglais intitulé « Boreland » (voir la liste des auteurs).